# If That Were Me
«If That Were Me» — пятый и последний сингл Melanie C с дебютного сольного альбома "Northern Star". Он был выпущен 27 ноября 2000 года. Песня была написана в соавторстве и спродюсирована Риком Новелсом. Текст песни посвящен проблеме бездомности.  Сингл не имел особого продвижения поэтому результаты его очень скромны. Все таки ему удалось добрать до 18 строчки чарта Великобритании. В других странах результаты оказались ещё хуже. Единственно можно выделить 22 место в Швеции и Новой Зеландии и 29 место в Австралии.

## Список композиций и формат
| №  | Название                                   | Длительность |
| -- | ------------------------------------------ | ------------ |
| 1. | «If That Were Me»                          | 4:37         |
| 2. | «If That Were Me» (Acoustic Version)       | 4:32         |
| 3. | «When You're Gone» (Live with Bryan Adams) | 3:38         |
| 4. | «If That Were Me» (Music video)            | 4:26         |

| №  | Название                                     | Длительность |
| -- | -------------------------------------------- | ------------ |
| 1. | «If That Were Me»                            | 4:37         |
| 2. | «If That Were Me» (Acoustic Version)         | 4:32         |
| 3. | «When You're Gone» (Live with Bryan Adams)   | 3:38         |
| 4. | «I Turn to You» (Damian LeGassick Radio Mix) | 3:48         |
| 5. | «If That Were Me» (Music video)              | 4:26         |

## Чарты
| Чарт (2000–2001)                           | Пик позиция |
| ------------------------------------------ | ----------- |
| Австралия (ARIA)                           | 28          |
| Австрия (Ö3 Austria Top 40)                | 45          |
| Бельгия/Фландрия (Ultratip Bubbling Under) | 15          |
| Бельгия/Валлония (Ultratip Bubbling Under) | 7           |
| Германия (GfK)                             | 58          |
| Ирландия (IRMA)                            | 39          |
| Нидерланды (Dutch Top 40)                  | 14          |
| Нидерланды (Single Top 100)                | 41          |
| Новая Зеландия (Recorded Music NZ)         | 22          |
| Шотландия (OCC Scotland)                   | 23          |
| Швеция (Sverigetopplistan)                 | 22          |
| Швейцария (Schweizer Hitparade)            | 50          |
| Великобритания (OCC UK Singles)            | 18          |

## Примечание
1. ↑  Wagstaff, Andrew. If That Were Me. NME (12 сентября 2005). Дата обращения: 20 июля 2015. Архивировано 4 марта 2016 года.
2. ↑  Roberts, David. Guinness World Records: British Hit Singles and Albums. — Guinness World Records Limited, 2005. — ISBN 978-1904994008.
3. ↑  Melanie C — If That Were Me (European/UK CD Single). Discogs. Дата обращения: 19 ноября 2015. Архивировано 24 сентября 2016 года.
4. ↑  Melanie C — If That Were Me (Australian CD Single). Discogs. Дата обращения: 19 ноября 2015. Архивировано 11 октября 2016 года.
5. ↑   "Melanie C – If That Were Me". ARIA Top 50 Singles.  Дата обращения: 28 декабря 2015.
6. ↑   "Melanie C – If That Were Me" (нем.). Ö3 Austria Top 40.  Дата обращения: 28 декабря 2015.
7. ↑   "Melanie C – If That Were Me" (нид.). Ultratip.  Дата обращения: 28 декабря 2015.
8. ↑   "Melanie C – If That Were Me" (фр.). Ultratip.  Дата обращения: 28 декабря 2015.
9. ↑   "Melanie C – If That Were Me" (нем.). GfK Entertainment charts.  Дата обращения: 29 ноября 2018.
10. ↑   "Irish-charts.com – Discography Melanie C". Irish Singles Chart.  Дата обращения: 20 января 2020.
11. ↑   "Nederlandse Top 40 – week 1, 2001" (нид.). Dutch Top 40.  Дата обращения: 29 ноября 2018.
12. ↑   "Melanie C – If That Were Me" (нид.). Single Top 100.  Дата обращения: 28 декабря 2015.
13. ↑   "Melanie C – If That Were Me". Top 40 Singles.  Дата обращения: 22 января 2016.
14. ↑   "Official Scottish Singles Sales Chart Top 100". Official Charts Company.  Дата обращения: 22 января 2016.
15. ↑   "Melanie C – If That Were Me". Singles Top 100.  Дата обращения: 22 января 2016.
16. ↑   "Melanie C – If That Were Me". Swiss Singles Chart.  Дата обращения: 29 декабря 2015.
17. ↑   "Official Singles Chart Top 100". Official Charts Company.  Дата обращения: 20 ноября 2015.